# Veille créative
 (juillet 2021).
Si vous disposez d'ouvrages ou d'articles de référence ou si vous connaissez des sites web de qualité traitant du thème abordé ici, merci de compléter l'article en donnant les références utiles à sa vérifiabilité et en les liant à la section « Notes et références ».
La veille créative est une forme de veille destinée aux situations d'innovation et au monde de la création. 
Elle peut prendre deux aspects : 
- un ensemble de méthodes et de techniques de veille dédié aux pratiques et aux profils des travailleurs créatifs et innovants (artistes, designers, architectes, etc.) ;
- la mise en œuvre de techniques créatives pour faire de la veille avant tout orientée vers la surveillance et l'identification d'idées nouvelles et d'innovations.

Parmi les techniques qu'elle peut employer figurent les outils du Web 2.0 tels que les réseaux sociaux, des méthodes d'aide à la génération d'idées telles que le remue-méninges ou TRIZ, l'utilisation de jeux de stratégie comme support à la présentation d'informations et, par extension, des méthodes d'aide à l'anticipation d'opportunités de marché tels que les wargames.
Selon Bertrand Bathelot, « la veille créative est une démarche de surveillance permanente des innovations et idées créatives. De façon évidemment paradoxale, la veille créative peut servir « d'inspiration » dans le cadre du travail créatif lié à de nouvelles campagnes. Il n'est ainsi pas rare que des idées créatives soient reprises dans des pays ou secteurs d'activité différents de celles où elles ont d'abord été utilisées. Le rôle de la veille créative et son degré d'utilisation dans la mise en œuvre de nouvelles campagnes peuvent naturellement parfois susciter le débat en se situant parfois aux frontières (voire au-delà) du plagiat publicitaire. »

## Histoire
Il semble que le terme soit employé d'abord en 1994 par Humbert Lesca comme une expression potentiellement synonyme de veille stratégique ou d'intelligence économique. 
En 1995, le terme désigne une prestation proposée par le cabinet d'innovation produit Capital Innovation qui désigne par là une étape de créativité accompagnant mensuellement le dossier de veille industrielle jugé rébarbatif et peu exploité. Cette étape créative procure une réinterprétation appliquée des brevets jugés les plus pertinents et novateurs de la veille mensuelle. 
Puis, il réapparait en 1997 dans la thèse de Carole Bouchard qui l'emploie pour qualifier une veille dans les salons de la création vestimentaire. 
En 2001, Samuel Leblond réemploie l'expression pour parler d'une veille particulière destinée à un cluster d'entreprises du monde de la mode. 
Il semble que l'expression réapparaît pour la première fois en janvier 2006. Francis Schwartz interviewe pour le journal Sud-Ouest (à propos d'une exposition sur le design en Aquitaine) David Fabbri qui signale que son équipe est toujours en veille créative sur l'architecture intérieure, la mode, etc. 
Deux ans plus tard, dans un mémoire de fin d'étude de l’École du Design de Nantes, Pierrick Thébault défend l'idée d'une veille créative destinées aux travailleurs créatifs et employant les outils du Web 2.0. 
Cette même année, dans un congrès d'intelligence économique, Stéphane Goria annonce la poursuite de travaux de recherches sur une veille créative spécifiquement dédiée au processus d'innovation. 
En 2009, cet auteur et Henri Samier utilise cette expression pour affiner chacun de leur côté ce concept. Stéphane Goria l'associe désormais aux wargames ainsi qu'à la réalisation de planches de routines. Henri Samier s'intéresse plus à l'apport du Web 2.0 pour aider les créatifs dans leurs travaux. 
En 2010 Xavier Manga signale que la veille créative est désormais utilisée pour qualifier le travail des cabinets de tendances ou de style. Depuis, de nombreux sites web ont repris à leur compte l'emploi de cette expression. 